# Horní Lukavice
Obec Horní Lukavice se nachází v okrese Plzeň-jih, kraj Plzeňský, 4,4 km severně od Přeštic. Žije zde 498 obyvatel. Leží na silnici I/27 z Plzně do Klatov a dále na Železnou Rudu.

## Historie
První písemná zmínka o obci pochází z roku 1216. Od roku 1379 tvořila Horní Lukavice s Dolní Lukavicí jednu společnou ves, sídlil zde stejný rod – rod pánů z Hrádku. V tehdejší Lukavici byly dva malé zemanské statky, které se později oddělily, a vznikly vesnice dvě.
Poplužní statek dolnolukavský stál při jihovýchodním okraji obce. V místě nynějšího čp. 10 stávala starobylá tvrz. Ke konci 14. století sloužila jako sídlo pánů z Hrádku, kteří měli ve znaku klikaté vodorovné břevno.
Nejznámější majitel Lukavice – Jan, řečený Lukava – se proslavil v boji proti Bavorům. V roce 1406 s nimi uzavřel mír a král Václav IV. mu za to povolil zřídit kaplanství a oltář v kostele sv. Petra a Pavla (dnes Dolní Lukavice). Dne 2. září 1415 podepsal stížný list pánů českých a moravských kvůli upálení Jana Husa. V roce 1416 byl jmenován purkrabím v Domažlicích a v roce 1423 v Horní Lukavici již nesídlil. V tom roce je zde zmiňován Olkmar, řečený Had z Paběnic, v roce 1444 jeho vdova Anna z Malesic, v roce 1449 pravděpodobně její syn Zdeněk. Zdeňkův bratr Jan z "Lukavic Hořejších" byl v roce 1474 přítomen na sjezdu krajů v Plzni. Janovi synové Oldřich a Zdeněk Lukavští z Hrádku získali les Vysoká nad Horní Lukavicí roku 1495. Po smrti bratra Zdeňka prodal Oldřich tvrz, dvůr a ves v Horní Lukavici v roce 1502 bratrům Lvíkovi a Markvartovi z Řeneč. Tím byl statek horní a dolní Lukavice spojen. Ještě v roce 1545 Markvart statek vlastnil. Jeho syn Jan v roce 1560 prodal svůj díl svému strýci Václavovi Lukavskému z Řeneč. Jan měl několik synů, z nichž jen syn Petr se usadil v Horní Lukavici. Po něm kolem roku 1600 dědil majetek jeho bratr Vácslav, který ve stejném roce část vsi a tvrz s poplužním dvorem prodal Vilémovi z Chudenic a na Mělnicích, zbylá část zůstala v rukou Lukavských. Až v roce 1614 prodal Petr svůj díl s tvrzí Jachymovi Ladislavovi Loubskému z Lub, tím byla tato část připojena k Dolní Lukavici. I nadále se ve vsi střídali různí majitelé, kteří vlastnili různé části statku Lukavického. Objevují se jména Jiří Konrád Lukavský z Řeneč, Jan Markvart Suda Lukavský, který před rokem 1688 prodal svůj majetek – polovinu Horní Lukavice Janovi Rudolfovi, hraběti z Morzinu na Dolní Lukavici a tím se část Horní Lukavice připojila k Dolní Lukavici. Druhá část Horní Lukavice patřila od roku 1590 městu Dobřany.
Ferdinand Maxmilian Franz von Morzin, který vlastnil Lukavici od roku 1699 nechal v dnešní Dolní Lukavici vystavět trojkřídlý barokní zámek, kde hrabata pobývala v letním období, zatímco v zimě žila ve Vídni. V letech 1758–1760 (je ale udáváno také 1757–1761) tu za panování jeho syna, Karla Josepha Franze Morzina, pobýval jako kapelník a skladatel Joseph Haydn. Složil zde svoji první symfonii, D dur, tzv. Lukavickou, a také divertimenta pro čtyři a více hlasů.
Ještě ke konci 18. století jsou obě panství spojená pod jedním majitelem. Jako poslední je udáván pan Veverka, jemuž pak byl majetek v r. 1945 zabaven ve prospěch státu na základě Benešových dekretů.

## Současnost
V současné době je Horní Lukavice samostatnou obcí v okrese Plzeň-jih. Vlastní samosprávu pozbyla obec rokem 1960, obnovena byla v roce 1990.
Ve vesnici žije kolem 400 obyvatel. Od roku 1926, kdy měla obec 629 lidí, počet obyvatel výrazně klesl. Ve vsi je mnoho prázdných obydlí a slouží jako rekreační chalupy.
V obci je aktivní Sbor dobrovolných hasičů a Sokol.

## Zajímavosti
Z Horní Lukavice pochází Jan Mašek, děd amerického astronauta Jamese (Jima) Lovella.  Jan Mašek pocházel z 12 dětí a byl synem šafáře. Oženil se s Annou Tumpachovou, dcerou truhláře z Dolní Lukavice. V 80. letech 19. století manželé emigrovali do Spojených států amerických. Měli 6 dětí. Jejich dcera Blanka se provdala za Jamese Lovella a z jejich svazku se narodil James Lovell mladší, známý americký astronaut.
Z Horní Lukavice také pochází kpt. Karel Hůla,  nositel státního vyznamenání  medailí "Za hrdinství" za pomoc při ničivých povodních v roce 2002